# Hemerobius hirsuticornis
Hemerobius hirsuticornis är en insektsart som beskrevs av Monserrat och Deretsky 1999. Hemerobius hirsuticornis ingår i släktet Hemerobius och familjen florsländor. Inga underarter finns listade i Catalogue of Life.